# Stora Harrie landskommun
Stora Harrie landskommun var en tidigare kommun i dåvarande Malmöhus län.

## Administrativ historik
Kommunen bildades i Stora Harrie socken i Harjagers härad i Skåne när 1862 års kommunalförordningar trädde i kraft.
Vid kommunreformen 1952 uppgick kommunen i Harrie landskommun som upplöstes 1969, då denna del uppgick i Kävlinge köping som ombildades 1971 till Kävlinge kommun.

## Politik

### Mandatfördelning i Stora Harrie landskommun 1938-1946
| 12 | 6 |

| 17 |

| 12 | 6 |

| 18 |

| 12 | 6 |

| 18 |